# Pardosella
Pardosella is een geslacht van spinnen uit de familie wolfspinnen (Lycosidae).

## Soorten
De volgende soorten zijn bij het geslacht ingedeeld:
- Pardosella delesserti Caporiacco, 1939
- Pardosella maculata Caporiacco, 1941
- Pardosella massaiensis Roewer, 1959
- Pardosella tabora Roewer, 1959
- Pardosella zavattarii Caporiacco, 1939